# Campeonato Baiano de Futebol de 2020
O Campeonato Baiano de 2020 foi a 116.ª edição desta competição futebolística organizada pela Federação Bahiana de Futebol (FBF). Originalmente, o torneio seria realizado entre os dias 15 de janeiro e 26 de abril; contudo, todos os eventos futebolísticos organizados pela federação foram suspensos por tempo indeterminado em decorrência da pandemia de COVID-19. O mesmo retornou em 23 de julho e terminou em 8 de agosto.
O título desta edição ficou com o Bahia, que liderou a fase inicial e prosseguiu superando Jacuipense e Atlético de Alagoinhas. Este último foi o adversário da partida final e somente foi derrotado nas penalidades. O feito significou o quadragésimo nono título do Bahia na história da competição, o terceiro conquistado de forma consecutiva.
O rebaixamento para a segunda divisão de 2021 foi definido na penúltima rodada da fase inicial, quando o Jacobina foi goleado pelo Doce Mel.

## Participantes e regulamento
O regulamento do Campeonato Baiano de 2020 permaneceu o mesmo do ano anterior: numa primeira fase, as dez agremiações participantes se enfrentaram em turno único com pontos corridos. Após nove rodadas, o último colocado foi rebaixado para a segunda divisão, enquanto os quatro primeiros se qualificaram para as semifinais. Após partidas de ida e volta das semifinais, disputadas entre o clube melhor colocado na primeira fase e o quarto melhor e entre o segundo e o terceiro, os dois vencedores avançaram para a final. Esta terceira e última fase foi disputada também em duas partidas, com o mando de campo da última partida para o clube com melhor campanha (considerando pontos ganhos, saldo de gols e, persistindo o empate, disputa por pênaltis).
Além das nove agremiações que permaneceram no escalão na temporada anterior, a edição foi disputada por um novo integrante, o Doce Mel.
Os dez participantes desta edição foram:
- Alagoinhas Atlético Clube
- Esporte Clube Bahia
- Associação Desportiva Bahia de Feira
- Doce Mel Esporte Clube
- Fluminense de Feira Futebol Clube
- Jacobina Esporte Clube
- Esporte Clube Jacuipense
- Sociedade Desportiva Juazeirense
- Esporte Clube Vitória
- Esporte Clube Primeiro Passo Vitória da Conquista

## Resultados

### Fases finais
Adaptado para uma melhor visualização, o chaveamento abaixo apresenta as partidas disputadas durante as fases finais, que inclui as semifinais e a final. Em itálico, os clubes que possuem o mando de jogo na primeira partida do confronto. Em negrito, os vencedores de cada fase (somando partidas de ida e volta).
|  | Semifinais             | Semifinais  | Semifinais | Semifinais |       |                        | Final | Final | Final | Final |
|  |                        |             |            |            |       |                        |       |       |       |       |
|  | Juazeirense            | 1           | 2          | 3          |       |                        |       |       |       |       |
|  | Atlético de Alagoinhas | 4           | 0          | 4          |       |                        |       |       |       |       |
|  | Atlético de Alagoinhas | 4           | 0          | 4          |       | Atlético de Alagoinhas | 0     | 1     | 1 (6) |       |
|  |                        |             |            |            |       | Atlético de Alagoinhas | 0     | 1     | 1 (6) |       |
|  |                        | Bahia (pen) | 0          | 1          | 1 (7) |                        |       |       |       |       |
|  | Jacuipense             | Bahia (pen) | 0          | 1          | 1 (7) | 0                      | 2     | 2     |       |       |
|  | Jacuipense             |             |            |            |       | 0                      | 2     | 2     |       |       |
|  | Bahia                  | 2           | 2          | 4          |       |                        |       |       |       |       |